# Nizza-Mauerpfeffer
Der Nizza-Mauerpfeffer (Sedum sediforme (Jacq.) Pau; Syn.: Petrosedum sediforme
(Jacq.) Pau; Syn.: Sedum nicaeense All., Sedum rufescens Ten.) ist eine Pflanzenart aus der Gattung Fetthennen (Sedum) innerhalb der Familie der Dickblattgewächse (Crassulaceae).

## Beschreibung

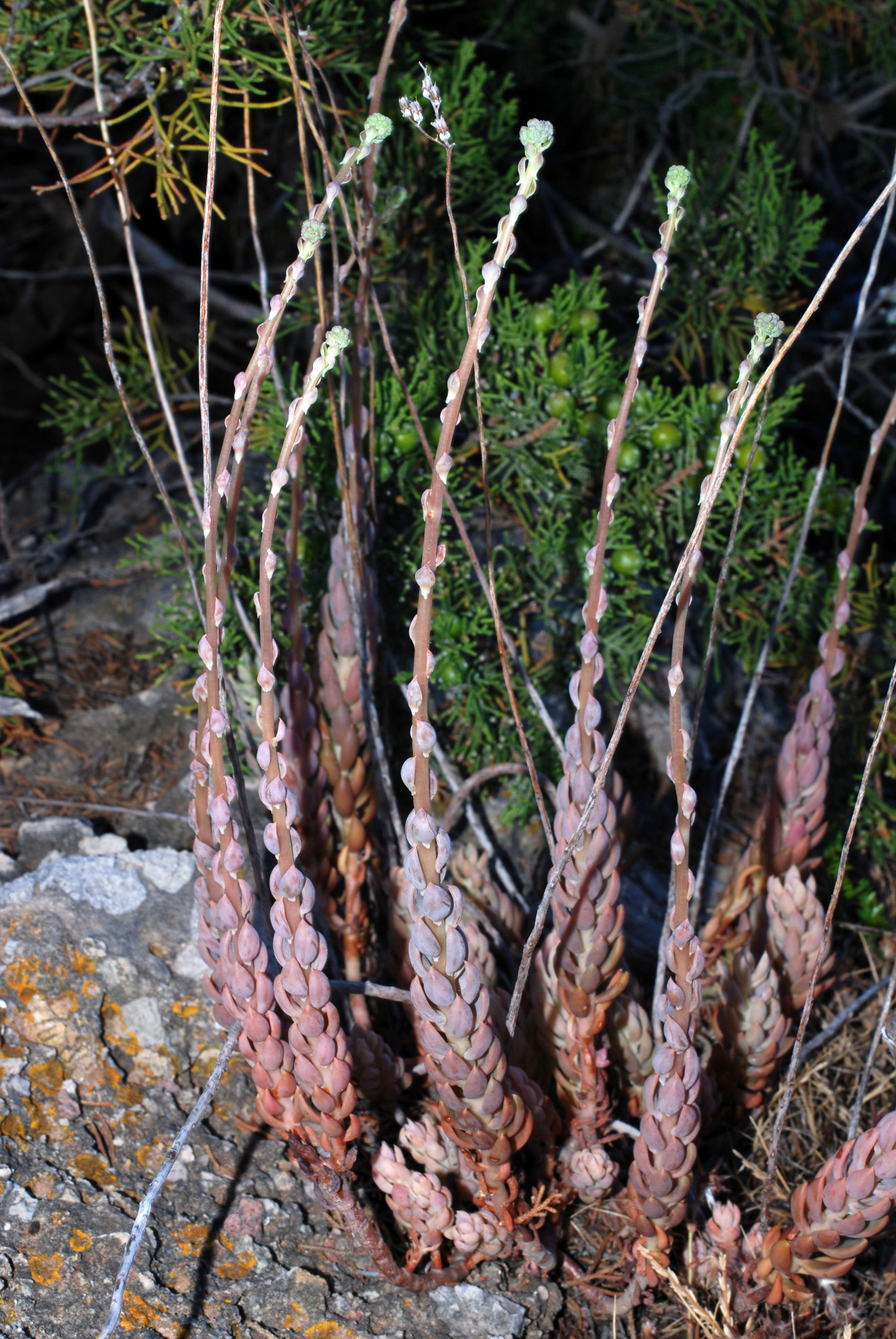
Habitus

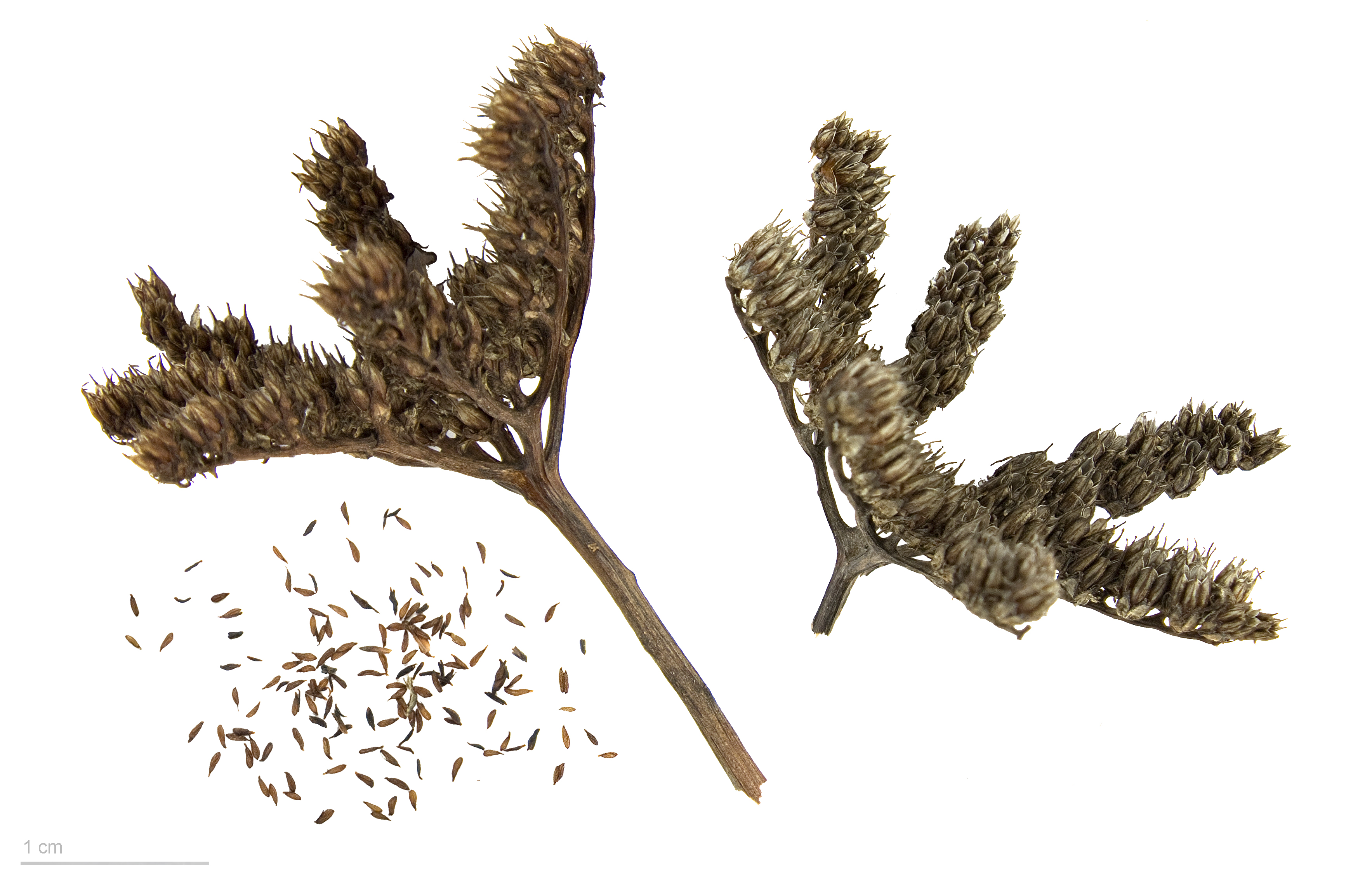
Fruchtstand und Samen

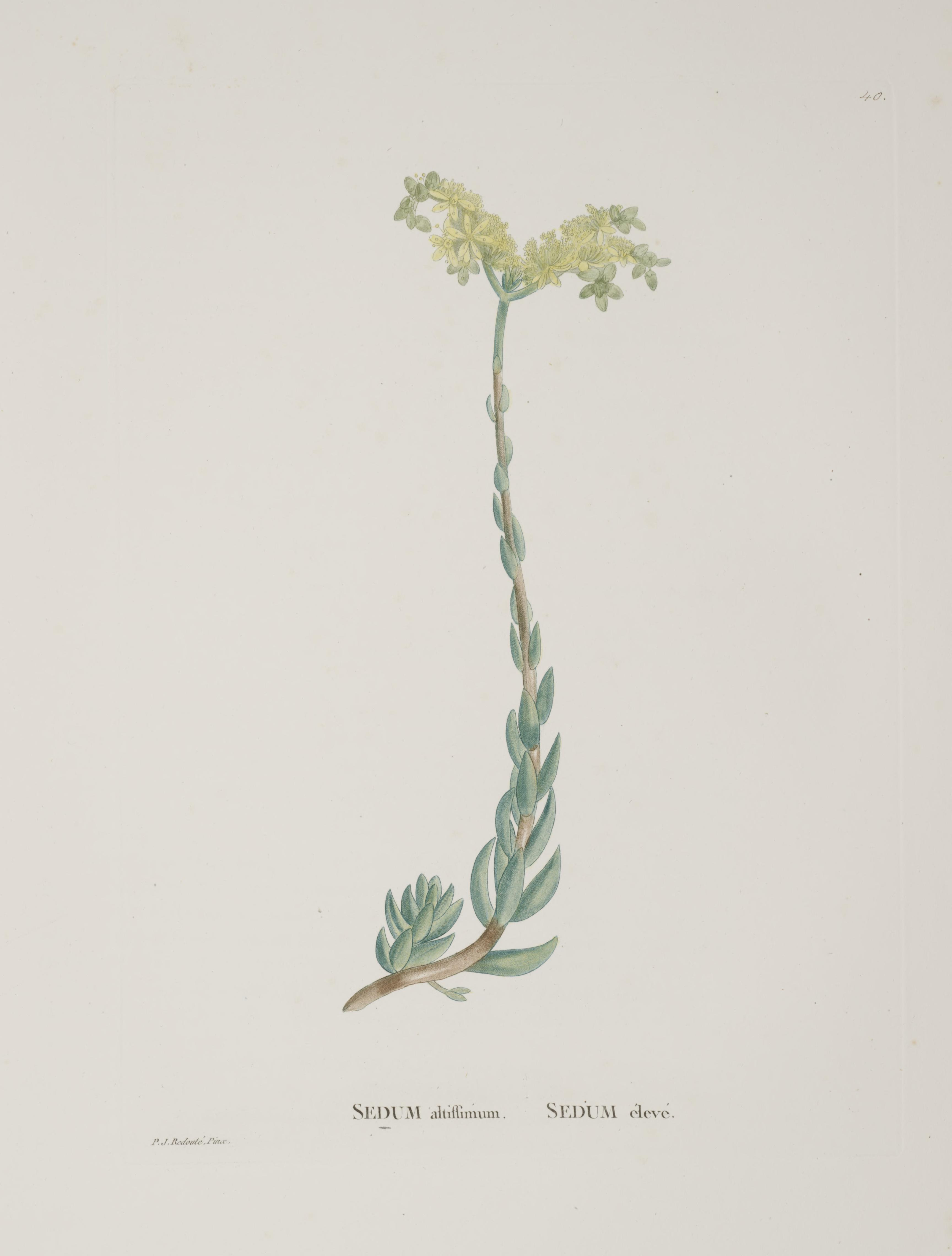
Illustration aus Plantarum historia succulentarum, Tafel 40

### Vegetative Merkmale
Der Nizza-Mauerpfeffer ist eine am Grunde verholzende ausdauernde, sukkulente und immergrüne Pflanze, die Wuchshöhen von 15 bis 60 Zentimetern erreicht. Die einfachen, schraubig, wechselständigen, leicht fleischigen und eilanzettlichen bis verkehrt-eilanzettlichen, sitzenden Laubblätter sind halbstielrund, mit spitzer bis stachelspitziger Spitze und am Grund kurz gespornt. An nicht blühenden Trieben stehen die Blätter dicht dachziegelig, im Gegensatz zu blühenden Trieben mit entfernt stehenden Blättern.

### Generative Merkmale
Die Blütezeit dauert von Mai bis August. Der traubige Blütenstand ist zuerst kugelig und dann zur Fruchtzeit konkav ausgebreitet.
Die zwittrigen, weiß-grünlichen und kleinen, kurz gestielten Blüten sind radiärsymmetrisch mit doppelter Blütenhülle. Die kleinen, kahlen und grünlichen Kelchblätter sind etwa 2,5 Millimeter lang. Die fünf bis acht weißlich bis strohfarbenen, schmalen Kronblätter sind 4 bis 7 Millimeter lang und stumpf bis rundspitzig. Es sind einige Staubblätter und mehrere oberständige, freie Stempel mit einem konische Griffel vorhanden.
Es werden kleine und mehrsamige Balgfrüchte gebildet. Die kleinen Samen sind schmal-eiförmig.
Die Chromosomenzahlen betragen 2n = 32, 40, 48, 56, 60, 64, 80, 96, 128, ca. 144 und 176.

## Vorkommen
Das Verbreitungsgebiet umfasst den Mittelmeerraum, also in Europa von Spanien und Frankreich über Italien bis zur Balkanhalbinsel. Außerhalb Europas kommt Sedum sediforme auch in Vorderasien und Nordafrika vor. Es gibt Fundortangaben für die Länder Marokko, Algerien, Tunesien, Libyen, Portugal, Spanien, die Balearen, Andorra, Frankreich, Korsika, Sardinien, Sizilien, Malta, Italien, die Schweiz, Kroatien, Albanien, Griechenland, Kreta, Inseln der Ägäis, die Türkei, das Gebiet von Libanon und Syrien und Zypern.
Sedum sediforme gedeiht meist in Garigues und Felsfluren.
Die ökologischen Zeigerwerte nach Landolt et al. 2010 sind in der Schweiz: Feuchtezahl F = 1w+ (sehr trocken aber stark wechselnd), Lichtzahl L = 4 (hell), Reaktionszahl R = 4 (neutral bis basisch), Temperaturzahl T = 5 (sehr warm-kollin), Nährstoffzahl N = 2 (nährstoffarm), Kontinentalitätszahl K = 2 (subozeanisch).